# Eupithecia graciliata
Eupithecia graciliata är en fjärilsart som beskrevs av Karl Dietze 1908. Eupithecia graciliata ingår i släktet Eupithecia och familjen mätare. Inga underarter finns listade i Catalogue of Life.